# Eilema impuncta
Eilema impuncta är en fjärilsart som beskrevs av Max Wilhelm Karl Draudt 1914. Eilema impuncta ingår i släktet Eilema och familjen björnspinnare. Inga underarter finns listade i Catalogue of Life.